# Hannington (Northamptonshire)
Hannington – wieś w Anglii, w hrabstwie Northamptonshire, w dystrykcie (unitary authority) West Northamptonshire. Leży 12 km na północny wschód od miasta Northampton i 103 km na północny zachód od Londynu. Miejscowość liczy 207 mieszkańców.